# Hensies
Hensies (en picard Inzí) és un municipi belga de la província d'Hainaut a la regió valona. Està compost per les viles de Hensies, Hainin, Montrœul-sur-Haine i Thulin. L'1 de gener del 2024 tenia 6.814 habitants.